# Сцинковые гекконы
Сци́нковые гекко́ны (лат. Teratoscincus) — род ящериц из семейства Sphaerodactylidae.

## Описание

### Внешний вид
Ящерицы среднего размера. Голова широкая и высокая. Туловище покрыто однообразной, закруглённой на задних концах, наложенной друг на друга чешуёй, сходной с чешуёй сцинковых. На голове — более мелкие многоугольные чешуйки. Большие, на выкате, глаза. Бедренные и преанальные поры отсутствуют.

### Распространение
Род включает 6 видов, распространённых в песчаных пустынях стран Центральной Азии, Ирана, Пакистана, восточной части Аравийского полуострова (Катар, Оман, Объединённые Арабские Эмираты).
В южной половине Казахстана и странах Средней Азии, в Иране и на Аравийском полуострове распространён обыкновенный сцинковый геккон (Teratoscincus scincus). В Монголии и прилегающих районах Китая — сцинковый геккон Пржевальского (Teratoscincus przewalskii). В Иране и Афганистане обитает сцинковый гекон Бедриаги (Teratoscincus bedriagai). На юго-востоке Ирана и юго-западе Пакистана обитает Teratoscincus microlepis. На северо-западе Китая описаны Teratoscincus roborowskii и Teratoscincus toksunicus.

### Образ жизни
Встречаются преимущественно в песчаных массивах. Ведут строго ночной образ жизни. Территориальны.

### Питание
Питаются насекомыми и другими беспозвоночными.

### Размножение
Яйцекладущи.

## Классификация
Род включает 6 видов:
- Teratoscincus bedriagai Nikolsky, 1900 — Сцинковый геккон Бедряги
- Teratoscincus microlepis Nikolsky, 1900 — Мелкочешуйчатый сцинковый геккон
- Teratoscincus przewalskii Strauch, 1887 — Сцинковый геккон Пржевальского
- Teratoscincus roborowskii Bedriaga, 1906
- Teratoscincus scincus (Schlegel, 1858) — Сцинковый геккон (Обыкновенный сцинковый геккон)
  - Teratoscincus scincus keyserlingii, Strauch, 1863 — Сцинковый геккон Кайзерлинга
  - Teratoscincus scincus rustamowi, Szczerbak, 1979 — Сцинковый геккон Рустамова
  - Teratoscincus scincus scincus, (Schlegel, 1858)
- Teratoscincus toksunicus Wang, 1989

## Галерея

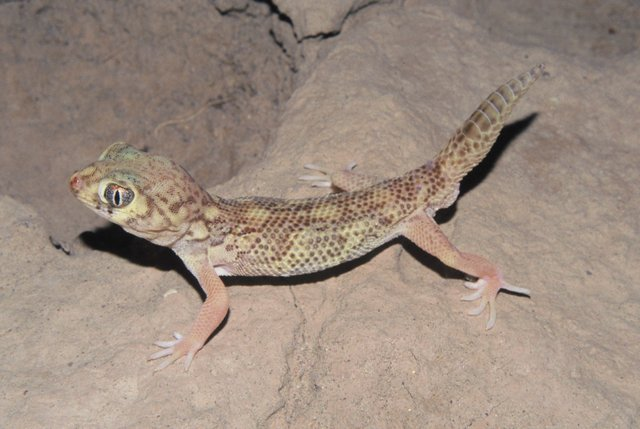
Сцинковый геккон Бедряги (Teratoscincus bedriagai)
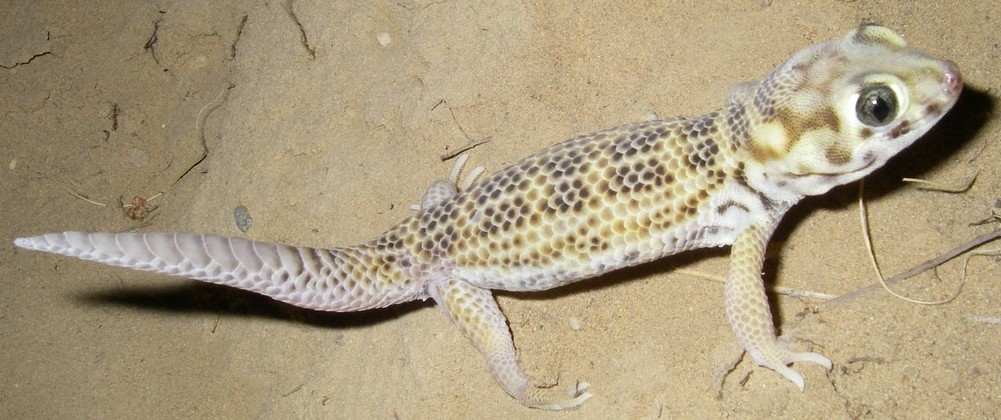
Сцинковый геккон (Teratoscincus scincus)
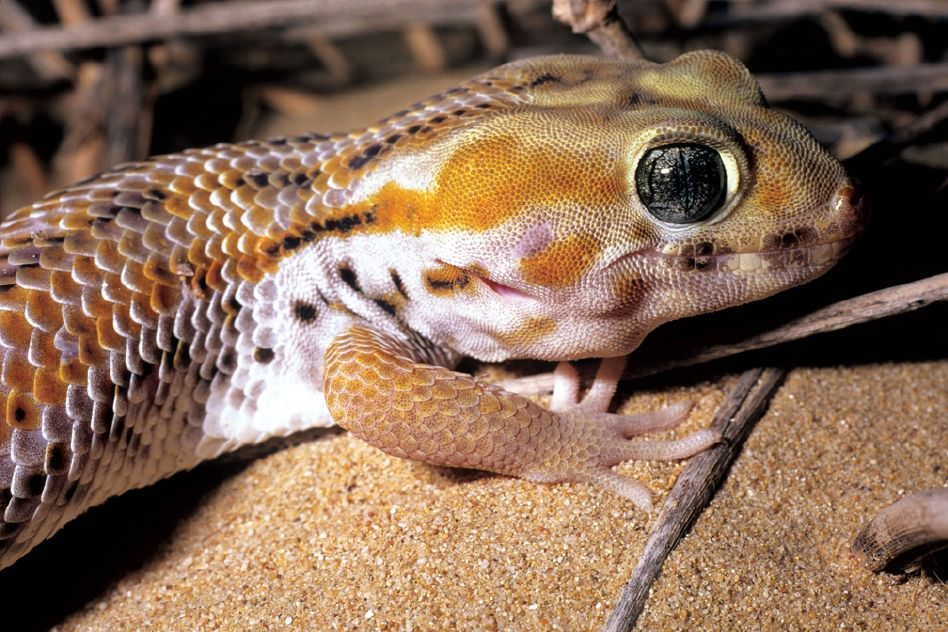
Сцинковый геккон Кайзерлинга (Teratoscincus scincus keyserlingii)